# El Cuervo de Sevilla
El Cuervo de Sevilla – gmina w Hiszpanii, w prowincji Sewilla, w Andaluzji, o powierzchni 30,43 km². W 2011 roku gmina liczyła 8677 mieszkańców. To miasto dynamiczne, w ciągłej transformacji, o przedsiębiorczym charakterze swojej struktury biznesowej.